# Bagna w Antoniowie
Bagna w Antoniowie – użytek ekologiczny w Dąbrowie Górniczej, na terenie dzielnicy Antoniów, objęty ochroną rozporządzeniem nr 23/2001 Wojewody Śląskiego z dnia 18 września 2001 roku.

## Ochrona
Obszar użytku wynosi 3,09 ha. Celem ochrony tego obszaru jest zachowanie ze względów przyrodniczych, dydaktycznych i naukowych torfowiska przejściowego i niskiego ze stanowiskami regionalnie rzadkich i ustępujących gatunków roślin, w tym licznych gatunków roślin chronionych oraz reliktowych gatunków mszaków. Torfowisko to jest unikatowym obiektem przyrodniczym w skali całej Wyżyny Śląskiej.